# Сречко Неделькович
Сречко Неделькович (серб. Срећко Недељковић; нар. 4 грудня 1923, Драгачево - 2 січня 2011, Белград) – сербський шахіст і шаховий тренер, міжнародний майстер від 1951 року, за професією лікар.

## Життєпис
У шахи навчився грати в 13 років, а його першим учителем був старший брат. Після Другої світової війни переїхав до Белграда, а 1946 року досягнув першого шахового успіху, посівши 2-ге місце на чемпіонаті Югославської Народної Армії. Титул майстра отримав за результати, показані у фіналах чемпіонатів Югославії у 1949 і 1950 роках, тоді як титул міжнародного майстра ФІДЕ присудила йому за перемогу на міжнародному турнірі в Белграді в 1951 році. 1952 року посів 2-ге місце (позаду Артура Бісгаєра) у Відні. У цей період уже належав до чільної когорти югославських шахістів, представляючи національну збірну в багатьох міжнародних матчах. 1957 року посів 6-те місце у фіналі чемпіонату країни, і виступив на командному чемпіонаті Європи, який відбувся у Відні, завоювавши срібну медаль. 1959 року поділив 2-ге місце (позаду Борислава Івкова, разом з Ніколою Караклаїчем і Савою Вуковичем) у Белграді, а 1961 року вдруге в кар'єрі виступив в Обергаузені на командному чемпіонаті Європи, знову вигравши срібну медаль. У цей період завершив шахову кар'єру, присвятивши себе професійної діяльності.
За даними ретроспективної системи Chessmetrics, максимальну силу гри показував у вересні 1957 року, займаючи тоді 55-те місце у світі.
Зі збірною Югославії був пов'язаний упродовж 30 років як гравець, тренер і капітан. Треновані при ньому югославські гравці виграли в 1950 році у Дубровник золоті медалі шахової олімпіади. Виконував функції капітана національної команди під час олімпіад у Москві (1956), Гавані (1966) та Буенос-Айресі (1978), а також на командному чемпіонаті Європи в Скарі (1980).
1947 року заснував шаховий клуб "Црвена Звезда" у Белграді, членом якого був усе життя.
Сім'я Сречко Недельковича відома зав своїми шаховими досягненнями. Дружина, Вериця Неделькович (до шлюбу Йованович), з середини 1950-х до кінця 1960-х років належала до першої десятки провідних шахісток світу, зокрема п'ять разів взяла участь у турнірах пертенденток. Двічі взяла участь в шахових олімпіадах і була шестиразовою чемпіонкою Югославії. За свої досягнення, 1977 року отримала почесне звання гросмейстера серед жінок. Двоє синів, а також онук, досягли рівня кандидатів у національні майстри.
Сречко Неделькович досягнув також значних успіхів у професійній діяльності. 1952 року отримав диплом лікаря. В наступних роках працював асистентом в Белградському університеті, в 1959 році отримавши звання професора. Упродовж тридцяти років (1959-1989) керував Інститутом серцево-судинних захворювань, одним із засновників якого був. Співпрацював зі всесвітньо відомим кардіохірургом Майклом деБейкі. Спадщина Сречко Недельковича включає 8 книг, 212 наукових статей і 136 інших документів, пов'язаних з медичною тематикою.